# Уайта тема
Те́ма Уа́йта — тема в шаховій композиції. Суть теми — першим ходом білих розв'язуються чорна фігура «А» і біла фігура «В» і одночасно  зв'язується біла фігура «С», а у варіанті захисту чорних фігура «А», зв'язуючи фігуру білу фігуру «В», розв'язує фігуру «С», яка й оголошує мат.

## Історія
Цю ідею запропонував американський шаховий композитор Ален Уайт, справжнє ім'я Ален Кемпбелл (03.03.1880 — 23.04.1951).
В початковій позиції задачі чорна фігура «А» і біла фігура «В» зв'язані. Білі роблять вступний хід для розв'язування своєї фігури «В», але при цьому зв'язується біла фігура «С» і розв'язується чорна фігура «А». На перший погляд зроблено послаблення позиції білих, але наступним ходом чорні, у варіанті захисту від загрози, змушені своєю розв'язаною фігурою  «А» зв'язати фігуру білих «В», але при цьому розв'язується фігура білих «С», яка й оголошує мат чорному королю.
Ідея дістала назву — тема Уайта.
|   | a | b | c | d | e | f | g | h |   |
| 8 | b8 чорний слон · a7 чорний кінь · c7 білий слон · d7 чорний пішак · e7 чорний пішак · b6 біла тура · c6 чорний слон · e6 чорний король · g6 білий пішак · a5 чорна тура · g5 білий пішак · h5 чорний кінь · b4 білий пішак · e4 білий кінь · g4 білий пішак · a3 чорний пішак · b3 чорний ферзь · c3 білий ферзь · e3 білий кінь · f3 білий король · a2 білий слон · e2 біла тура | b8 чорний слон · a7 чорний кінь · c7 білий слон · d7 чорний пішак · e7 чорний пішак · b6 біла тура · c6 чорний слон · e6 чорний король · g6 білий пішак · a5 чорна тура · g5 білий пішак · h5 чорний кінь · b4 білий пішак · e4 білий кінь · g4 білий пішак · a3 чорний пішак · b3 чорний ферзь · c3 білий ферзь · e3 білий кінь · f3 білий король · a2 білий слон · e2 біла тура | b8 чорний слон · a7 чорний кінь · c7 білий слон · d7 чорний пішак · e7 чорний пішак · b6 біла тура · c6 чорний слон · e6 чорний король · g6 білий пішак · a5 чорна тура · g5 білий пішак · h5 чорний кінь · b4 білий пішак · e4 білий кінь · g4 білий пішак · a3 чорний пішак · b3 чорний ферзь · c3 білий ферзь · e3 білий кінь · f3 білий король · a2 білий слон · e2 біла тура | b8 чорний слон · a7 чорний кінь · c7 білий слон · d7 чорний пішак · e7 чорний пішак · b6 біла тура · c6 чорний слон · e6 чорний король · g6 білий пішак · a5 чорна тура · g5 білий пішак · h5 чорний кінь · b4 білий пішак · e4 білий кінь · g4 білий пішак · a3 чорний пішак · b3 чорний ферзь · c3 білий ферзь · e3 білий кінь · f3 білий король · a2 білий слон · e2 біла тура | b8 чорний слон · a7 чорний кінь · c7 білий слон · d7 чорний пішак · e7 чорний пішак · b6 біла тура · c6 чорний слон · e6 чорний король · g6 білий пішак · a5 чорна тура · g5 білий пішак · h5 чорний кінь · b4 білий пішак · e4 білий кінь · g4 білий пішак · a3 чорний пішак · b3 чорний ферзь · c3 білий ферзь · e3 білий кінь · f3 білий король · a2 білий слон · e2 біла тура | b8 чорний слон · a7 чорний кінь · c7 білий слон · d7 чорний пішак · e7 чорний пішак · b6 біла тура · c6 чорний слон · e6 чорний король · g6 білий пішак · a5 чорна тура · g5 білий пішак · h5 чорний кінь · b4 білий пішак · e4 білий кінь · g4 білий пішак · a3 чорний пішак · b3 чорний ферзь · c3 білий ферзь · e3 білий кінь · f3 білий король · a2 білий слон · e2 біла тура | b8 чорний слон · a7 чорний кінь · c7 білий слон · d7 чорний пішак · e7 чорний пішак · b6 біла тура · c6 чорний слон · e6 чорний король · g6 білий пішак · a5 чорна тура · g5 білий пішак · h5 чорний кінь · b4 білий пішак · e4 білий кінь · g4 білий пішак · a3 чорний пішак · b3 чорний ферзь · c3 білий ферзь · e3 білий кінь · f3 білий король · a2 білий слон · e2 біла тура | b8 чорний слон · a7 чорний кінь · c7 білий слон · d7 чорний пішак · e7 чорний пішак · b6 біла тура · c6 чорний слон · e6 чорний король · g6 білий пішак · a5 чорна тура · g5 білий пішак · h5 чорний кінь · b4 білий пішак · e4 білий кінь · g4 білий пішак · a3 чорний пішак · b3 чорний ферзь · c3 білий ферзь · e3 білий кінь · f3 білий король · a2 білий слон · e2 біла тура | 8 |
| 7 | b8 чорний слон · a7 чорний кінь · c7 білий слон · d7 чорний пішак · e7 чорний пішак · b6 біла тура · c6 чорний слон · e6 чорний король · g6 білий пішак · a5 чорна тура · g5 білий пішак · h5 чорний кінь · b4 білий пішак · e4 білий кінь · g4 білий пішак · a3 чорний пішак · b3 чорний ферзь · c3 білий ферзь · e3 білий кінь · f3 білий король · a2 білий слон · e2 біла тура | b8 чорний слон · a7 чорний кінь · c7 білий слон · d7 чорний пішак · e7 чорний пішак · b6 біла тура · c6 чорний слон · e6 чорний король · g6 білий пішак · a5 чорна тура · g5 білий пішак · h5 чорний кінь · b4 білий пішак · e4 білий кінь · g4 білий пішак · a3 чорний пішак · b3 чорний ферзь · c3 білий ферзь · e3 білий кінь · f3 білий король · a2 білий слон · e2 біла тура | b8 чорний слон · a7 чорний кінь · c7 білий слон · d7 чорний пішак · e7 чорний пішак · b6 біла тура · c6 чорний слон · e6 чорний король · g6 білий пішак · a5 чорна тура · g5 білий пішак · h5 чорний кінь · b4 білий пішак · e4 білий кінь · g4 білий пішак · a3 чорний пішак · b3 чорний ферзь · c3 білий ферзь · e3 білий кінь · f3 білий король · a2 білий слон · e2 біла тура | b8 чорний слон · a7 чорний кінь · c7 білий слон · d7 чорний пішак · e7 чорний пішак · b6 біла тура · c6 чорний слон · e6 чорний король · g6 білий пішак · a5 чорна тура · g5 білий пішак · h5 чорний кінь · b4 білий пішак · e4 білий кінь · g4 білий пішак · a3 чорний пішак · b3 чорний ферзь · c3 білий ферзь · e3 білий кінь · f3 білий король · a2 білий слон · e2 біла тура | b8 чорний слон · a7 чорний кінь · c7 білий слон · d7 чорний пішак · e7 чорний пішак · b6 біла тура · c6 чорний слон · e6 чорний король · g6 білий пішак · a5 чорна тура · g5 білий пішак · h5 чорний кінь · b4 білий пішак · e4 білий кінь · g4 білий пішак · a3 чорний пішак · b3 чорний ферзь · c3 білий ферзь · e3 білий кінь · f3 білий король · a2 білий слон · e2 біла тура | b8 чорний слон · a7 чорний кінь · c7 білий слон · d7 чорний пішак · e7 чорний пішак · b6 біла тура · c6 чорний слон · e6 чорний король · g6 білий пішак · a5 чорна тура · g5 білий пішак · h5 чорний кінь · b4 білий пішак · e4 білий кінь · g4 білий пішак · a3 чорний пішак · b3 чорний ферзь · c3 білий ферзь · e3 білий кінь · f3 білий король · a2 білий слон · e2 біла тура | b8 чорний слон · a7 чорний кінь · c7 білий слон · d7 чорний пішак · e7 чорний пішак · b6 біла тура · c6 чорний слон · e6 чорний король · g6 білий пішак · a5 чорна тура · g5 білий пішак · h5 чорний кінь · b4 білий пішак · e4 білий кінь · g4 білий пішак · a3 чорний пішак · b3 чорний ферзь · c3 білий ферзь · e3 білий кінь · f3 білий король · a2 білий слон · e2 біла тура | b8 чорний слон · a7 чорний кінь · c7 білий слон · d7 чорний пішак · e7 чорний пішак · b6 біла тура · c6 чорний слон · e6 чорний король · g6 білий пішак · a5 чорна тура · g5 білий пішак · h5 чорний кінь · b4 білий пішак · e4 білий кінь · g4 білий пішак · a3 чорний пішак · b3 чорний ферзь · c3 білий ферзь · e3 білий кінь · f3 білий король · a2 білий слон · e2 біла тура | 7 |
| 6 | b8 чорний слон · a7 чорний кінь · c7 білий слон · d7 чорний пішак · e7 чорний пішак · b6 біла тура · c6 чорний слон · e6 чорний король · g6 білий пішак · a5 чорна тура · g5 білий пішак · h5 чорний кінь · b4 білий пішак · e4 білий кінь · g4 білий пішак · a3 чорний пішак · b3 чорний ферзь · c3 білий ферзь · e3 білий кінь · f3 білий король · a2 білий слон · e2 біла тура | b8 чорний слон · a7 чорний кінь · c7 білий слон · d7 чорний пішак · e7 чорний пішак · b6 біла тура · c6 чорний слон · e6 чорний король · g6 білий пішак · a5 чорна тура · g5 білий пішак · h5 чорний кінь · b4 білий пішак · e4 білий кінь · g4 білий пішак · a3 чорний пішак · b3 чорний ферзь · c3 білий ферзь · e3 білий кінь · f3 білий король · a2 білий слон · e2 біла тура | b8 чорний слон · a7 чорний кінь · c7 білий слон · d7 чорний пішак · e7 чорний пішак · b6 біла тура · c6 чорний слон · e6 чорний король · g6 білий пішак · a5 чорна тура · g5 білий пішак · h5 чорний кінь · b4 білий пішак · e4 білий кінь · g4 білий пішак · a3 чорний пішак · b3 чорний ферзь · c3 білий ферзь · e3 білий кінь · f3 білий король · a2 білий слон · e2 біла тура | b8 чорний слон · a7 чорний кінь · c7 білий слон · d7 чорний пішак · e7 чорний пішак · b6 біла тура · c6 чорний слон · e6 чорний король · g6 білий пішак · a5 чорна тура · g5 білий пішак · h5 чорний кінь · b4 білий пішак · e4 білий кінь · g4 білий пішак · a3 чорний пішак · b3 чорний ферзь · c3 білий ферзь · e3 білий кінь · f3 білий король · a2 білий слон · e2 біла тура | b8 чорний слон · a7 чорний кінь · c7 білий слон · d7 чорний пішак · e7 чорний пішак · b6 біла тура · c6 чорний слон · e6 чорний король · g6 білий пішак · a5 чорна тура · g5 білий пішак · h5 чорний кінь · b4 білий пішак · e4 білий кінь · g4 білий пішак · a3 чорний пішак · b3 чорний ферзь · c3 білий ферзь · e3 білий кінь · f3 білий король · a2 білий слон · e2 біла тура | b8 чорний слон · a7 чорний кінь · c7 білий слон · d7 чорний пішак · e7 чорний пішак · b6 біла тура · c6 чорний слон · e6 чорний король · g6 білий пішак · a5 чорна тура · g5 білий пішак · h5 чорний кінь · b4 білий пішак · e4 білий кінь · g4 білий пішак · a3 чорний пішак · b3 чорний ферзь · c3 білий ферзь · e3 білий кінь · f3 білий король · a2 білий слон · e2 біла тура | b8 чорний слон · a7 чорний кінь · c7 білий слон · d7 чорний пішак · e7 чорний пішак · b6 біла тура · c6 чорний слон · e6 чорний король · g6 білий пішак · a5 чорна тура · g5 білий пішак · h5 чорний кінь · b4 білий пішак · e4 білий кінь · g4 білий пішак · a3 чорний пішак · b3 чорний ферзь · c3 білий ферзь · e3 білий кінь · f3 білий король · a2 білий слон · e2 біла тура | b8 чорний слон · a7 чорний кінь · c7 білий слон · d7 чорний пішак · e7 чорний пішак · b6 біла тура · c6 чорний слон · e6 чорний король · g6 білий пішак · a5 чорна тура · g5 білий пішак · h5 чорний кінь · b4 білий пішак · e4 білий кінь · g4 білий пішак · a3 чорний пішак · b3 чорний ферзь · c3 білий ферзь · e3 білий кінь · f3 білий король · a2 білий слон · e2 біла тура | 6 |
| 5 | b8 чорний слон · a7 чорний кінь · c7 білий слон · d7 чорний пішак · e7 чорний пішак · b6 біла тура · c6 чорний слон · e6 чорний король · g6 білий пішак · a5 чорна тура · g5 білий пішак · h5 чорний кінь · b4 білий пішак · e4 білий кінь · g4 білий пішак · a3 чорний пішак · b3 чорний ферзь · c3 білий ферзь · e3 білий кінь · f3 білий король · a2 білий слон · e2 біла тура | b8 чорний слон · a7 чорний кінь · c7 білий слон · d7 чорний пішак · e7 чорний пішак · b6 біла тура · c6 чорний слон · e6 чорний король · g6 білий пішак · a5 чорна тура · g5 білий пішак · h5 чорний кінь · b4 білий пішак · e4 білий кінь · g4 білий пішак · a3 чорний пішак · b3 чорний ферзь · c3 білий ферзь · e3 білий кінь · f3 білий король · a2 білий слон · e2 біла тура | b8 чорний слон · a7 чорний кінь · c7 білий слон · d7 чорний пішак · e7 чорний пішак · b6 біла тура · c6 чорний слон · e6 чорний король · g6 білий пішак · a5 чорна тура · g5 білий пішак · h5 чорний кінь · b4 білий пішак · e4 білий кінь · g4 білий пішак · a3 чорний пішак · b3 чорний ферзь · c3 білий ферзь · e3 білий кінь · f3 білий король · a2 білий слон · e2 біла тура | b8 чорний слон · a7 чорний кінь · c7 білий слон · d7 чорний пішак · e7 чорний пішак · b6 біла тура · c6 чорний слон · e6 чорний король · g6 білий пішак · a5 чорна тура · g5 білий пішак · h5 чорний кінь · b4 білий пішак · e4 білий кінь · g4 білий пішак · a3 чорний пішак · b3 чорний ферзь · c3 білий ферзь · e3 білий кінь · f3 білий король · a2 білий слон · e2 біла тура | b8 чорний слон · a7 чорний кінь · c7 білий слон · d7 чорний пішак · e7 чорний пішак · b6 біла тура · c6 чорний слон · e6 чорний король · g6 білий пішак · a5 чорна тура · g5 білий пішак · h5 чорний кінь · b4 білий пішак · e4 білий кінь · g4 білий пішак · a3 чорний пішак · b3 чорний ферзь · c3 білий ферзь · e3 білий кінь · f3 білий король · a2 білий слон · e2 біла тура | b8 чорний слон · a7 чорний кінь · c7 білий слон · d7 чорний пішак · e7 чорний пішак · b6 біла тура · c6 чорний слон · e6 чорний король · g6 білий пішак · a5 чорна тура · g5 білий пішак · h5 чорний кінь · b4 білий пішак · e4 білий кінь · g4 білий пішак · a3 чорний пішак · b3 чорний ферзь · c3 білий ферзь · e3 білий кінь · f3 білий король · a2 білий слон · e2 біла тура | b8 чорний слон · a7 чорний кінь · c7 білий слон · d7 чорний пішак · e7 чорний пішак · b6 біла тура · c6 чорний слон · e6 чорний король · g6 білий пішак · a5 чорна тура · g5 білий пішак · h5 чорний кінь · b4 білий пішак · e4 білий кінь · g4 білий пішак · a3 чорний пішак · b3 чорний ферзь · c3 білий ферзь · e3 білий кінь · f3 білий король · a2 білий слон · e2 біла тура | b8 чорний слон · a7 чорний кінь · c7 білий слон · d7 чорний пішак · e7 чорний пішак · b6 біла тура · c6 чорний слон · e6 чорний король · g6 білий пішак · a5 чорна тура · g5 білий пішак · h5 чорний кінь · b4 білий пішак · e4 білий кінь · g4 білий пішак · a3 чорний пішак · b3 чорний ферзь · c3 білий ферзь · e3 білий кінь · f3 білий король · a2 білий слон · e2 біла тура | 5 |
| 4 | b8 чорний слон · a7 чорний кінь · c7 білий слон · d7 чорний пішак · e7 чорний пішак · b6 біла тура · c6 чорний слон · e6 чорний король · g6 білий пішак · a5 чорна тура · g5 білий пішак · h5 чорний кінь · b4 білий пішак · e4 білий кінь · g4 білий пішак · a3 чорний пішак · b3 чорний ферзь · c3 білий ферзь · e3 білий кінь · f3 білий король · a2 білий слон · e2 біла тура | b8 чорний слон · a7 чорний кінь · c7 білий слон · d7 чорний пішак · e7 чорний пішак · b6 біла тура · c6 чорний слон · e6 чорний король · g6 білий пішак · a5 чорна тура · g5 білий пішак · h5 чорний кінь · b4 білий пішак · e4 білий кінь · g4 білий пішак · a3 чорний пішак · b3 чорний ферзь · c3 білий ферзь · e3 білий кінь · f3 білий король · a2 білий слон · e2 біла тура | b8 чорний слон · a7 чорний кінь · c7 білий слон · d7 чорний пішак · e7 чорний пішак · b6 біла тура · c6 чорний слон · e6 чорний король · g6 білий пішак · a5 чорна тура · g5 білий пішак · h5 чорний кінь · b4 білий пішак · e4 білий кінь · g4 білий пішак · a3 чорний пішак · b3 чорний ферзь · c3 білий ферзь · e3 білий кінь · f3 білий король · a2 білий слон · e2 біла тура | b8 чорний слон · a7 чорний кінь · c7 білий слон · d7 чорний пішак · e7 чорний пішак · b6 біла тура · c6 чорний слон · e6 чорний король · g6 білий пішак · a5 чорна тура · g5 білий пішак · h5 чорний кінь · b4 білий пішак · e4 білий кінь · g4 білий пішак · a3 чорний пішак · b3 чорний ферзь · c3 білий ферзь · e3 білий кінь · f3 білий король · a2 білий слон · e2 біла тура | b8 чорний слон · a7 чорний кінь · c7 білий слон · d7 чорний пішак · e7 чорний пішак · b6 біла тура · c6 чорний слон · e6 чорний король · g6 білий пішак · a5 чорна тура · g5 білий пішак · h5 чорний кінь · b4 білий пішак · e4 білий кінь · g4 білий пішак · a3 чорний пішак · b3 чорний ферзь · c3 білий ферзь · e3 білий кінь · f3 білий король · a2 білий слон · e2 біла тура | b8 чорний слон · a7 чорний кінь · c7 білий слон · d7 чорний пішак · e7 чорний пішак · b6 біла тура · c6 чорний слон · e6 чорний король · g6 білий пішак · a5 чорна тура · g5 білий пішак · h5 чорний кінь · b4 білий пішак · e4 білий кінь · g4 білий пішак · a3 чорний пішак · b3 чорний ферзь · c3 білий ферзь · e3 білий кінь · f3 білий король · a2 білий слон · e2 біла тура | b8 чорний слон · a7 чорний кінь · c7 білий слон · d7 чорний пішак · e7 чорний пішак · b6 біла тура · c6 чорний слон · e6 чорний король · g6 білий пішак · a5 чорна тура · g5 білий пішак · h5 чорний кінь · b4 білий пішак · e4 білий кінь · g4 білий пішак · a3 чорний пішак · b3 чорний ферзь · c3 білий ферзь · e3 білий кінь · f3 білий король · a2 білий слон · e2 біла тура | b8 чорний слон · a7 чорний кінь · c7 білий слон · d7 чорний пішак · e7 чорний пішак · b6 біла тура · c6 чорний слон · e6 чорний король · g6 білий пішак · a5 чорна тура · g5 білий пішак · h5 чорний кінь · b4 білий пішак · e4 білий кінь · g4 білий пішак · a3 чорний пішак · b3 чорний ферзь · c3 білий ферзь · e3 білий кінь · f3 білий король · a2 білий слон · e2 біла тура | 4 |
| 3 | b8 чорний слон · a7 чорний кінь · c7 білий слон · d7 чорний пішак · e7 чорний пішак · b6 біла тура · c6 чорний слон · e6 чорний король · g6 білий пішак · a5 чорна тура · g5 білий пішак · h5 чорний кінь · b4 білий пішак · e4 білий кінь · g4 білий пішак · a3 чорний пішак · b3 чорний ферзь · c3 білий ферзь · e3 білий кінь · f3 білий король · a2 білий слон · e2 біла тура | b8 чорний слон · a7 чорний кінь · c7 білий слон · d7 чорний пішак · e7 чорний пішак · b6 біла тура · c6 чорний слон · e6 чорний король · g6 білий пішак · a5 чорна тура · g5 білий пішак · h5 чорний кінь · b4 білий пішак · e4 білий кінь · g4 білий пішак · a3 чорний пішак · b3 чорний ферзь · c3 білий ферзь · e3 білий кінь · f3 білий король · a2 білий слон · e2 біла тура | b8 чорний слон · a7 чорний кінь · c7 білий слон · d7 чорний пішак · e7 чорний пішак · b6 біла тура · c6 чорний слон · e6 чорний король · g6 білий пішак · a5 чорна тура · g5 білий пішак · h5 чорний кінь · b4 білий пішак · e4 білий кінь · g4 білий пішак · a3 чорний пішак · b3 чорний ферзь · c3 білий ферзь · e3 білий кінь · f3 білий король · a2 білий слон · e2 біла тура | b8 чорний слон · a7 чорний кінь · c7 білий слон · d7 чорний пішак · e7 чорний пішак · b6 біла тура · c6 чорний слон · e6 чорний король · g6 білий пішак · a5 чорна тура · g5 білий пішак · h5 чорний кінь · b4 білий пішак · e4 білий кінь · g4 білий пішак · a3 чорний пішак · b3 чорний ферзь · c3 білий ферзь · e3 білий кінь · f3 білий король · a2 білий слон · e2 біла тура | b8 чорний слон · a7 чорний кінь · c7 білий слон · d7 чорний пішак · e7 чорний пішак · b6 біла тура · c6 чорний слон · e6 чорний король · g6 білий пішак · a5 чорна тура · g5 білий пішак · h5 чорний кінь · b4 білий пішак · e4 білий кінь · g4 білий пішак · a3 чорний пішак · b3 чорний ферзь · c3 білий ферзь · e3 білий кінь · f3 білий король · a2 білий слон · e2 біла тура | b8 чорний слон · a7 чорний кінь · c7 білий слон · d7 чорний пішак · e7 чорний пішак · b6 біла тура · c6 чорний слон · e6 чорний король · g6 білий пішак · a5 чорна тура · g5 білий пішак · h5 чорний кінь · b4 білий пішак · e4 білий кінь · g4 білий пішак · a3 чорний пішак · b3 чорний ферзь · c3 білий ферзь · e3 білий кінь · f3 білий король · a2 білий слон · e2 біла тура | b8 чорний слон · a7 чорний кінь · c7 білий слон · d7 чорний пішак · e7 чорний пішак · b6 біла тура · c6 чорний слон · e6 чорний король · g6 білий пішак · a5 чорна тура · g5 білий пішак · h5 чорний кінь · b4 білий пішак · e4 білий кінь · g4 білий пішак · a3 чорний пішак · b3 чорний ферзь · c3 білий ферзь · e3 білий кінь · f3 білий король · a2 білий слон · e2 біла тура | b8 чорний слон · a7 чорний кінь · c7 білий слон · d7 чорний пішак · e7 чорний пішак · b6 біла тура · c6 чорний слон · e6 чорний король · g6 білий пішак · a5 чорна тура · g5 білий пішак · h5 чорний кінь · b4 білий пішак · e4 білий кінь · g4 білий пішак · a3 чорний пішак · b3 чорний ферзь · c3 білий ферзь · e3 білий кінь · f3 білий король · a2 білий слон · e2 біла тура | 3 |
| 2 | b8 чорний слон · a7 чорний кінь · c7 білий слон · d7 чорний пішак · e7 чорний пішак · b6 біла тура · c6 чорний слон · e6 чорний король · g6 білий пішак · a5 чорна тура · g5 білий пішак · h5 чорний кінь · b4 білий пішак · e4 білий кінь · g4 білий пішак · a3 чорний пішак · b3 чорний ферзь · c3 білий ферзь · e3 білий кінь · f3 білий король · a2 білий слон · e2 біла тура | b8 чорний слон · a7 чорний кінь · c7 білий слон · d7 чорний пішак · e7 чорний пішак · b6 біла тура · c6 чорний слон · e6 чорний король · g6 білий пішак · a5 чорна тура · g5 білий пішак · h5 чорний кінь · b4 білий пішак · e4 білий кінь · g4 білий пішак · a3 чорний пішак · b3 чорний ферзь · c3 білий ферзь · e3 білий кінь · f3 білий король · a2 білий слон · e2 біла тура | b8 чорний слон · a7 чорний кінь · c7 білий слон · d7 чорний пішак · e7 чорний пішак · b6 біла тура · c6 чорний слон · e6 чорний король · g6 білий пішак · a5 чорна тура · g5 білий пішак · h5 чорний кінь · b4 білий пішак · e4 білий кінь · g4 білий пішак · a3 чорний пішак · b3 чорний ферзь · c3 білий ферзь · e3 білий кінь · f3 білий король · a2 білий слон · e2 біла тура | b8 чорний слон · a7 чорний кінь · c7 білий слон · d7 чорний пішак · e7 чорний пішак · b6 біла тура · c6 чорний слон · e6 чорний король · g6 білий пішак · a5 чорна тура · g5 білий пішак · h5 чорний кінь · b4 білий пішак · e4 білий кінь · g4 білий пішак · a3 чорний пішак · b3 чорний ферзь · c3 білий ферзь · e3 білий кінь · f3 білий король · a2 білий слон · e2 біла тура | b8 чорний слон · a7 чорний кінь · c7 білий слон · d7 чорний пішак · e7 чорний пішак · b6 біла тура · c6 чорний слон · e6 чорний король · g6 білий пішак · a5 чорна тура · g5 білий пішак · h5 чорний кінь · b4 білий пішак · e4 білий кінь · g4 білий пішак · a3 чорний пішак · b3 чорний ферзь · c3 білий ферзь · e3 білий кінь · f3 білий король · a2 білий слон · e2 біла тура | b8 чорний слон · a7 чорний кінь · c7 білий слон · d7 чорний пішак · e7 чорний пішак · b6 біла тура · c6 чорний слон · e6 чорний король · g6 білий пішак · a5 чорна тура · g5 білий пішак · h5 чорний кінь · b4 білий пішак · e4 білий кінь · g4 білий пішак · a3 чорний пішак · b3 чорний ферзь · c3 білий ферзь · e3 білий кінь · f3 білий король · a2 білий слон · e2 біла тура | b8 чорний слон · a7 чорний кінь · c7 білий слон · d7 чорний пішак · e7 чорний пішак · b6 біла тура · c6 чорний слон · e6 чорний король · g6 білий пішак · a5 чорна тура · g5 білий пішак · h5 чорний кінь · b4 білий пішак · e4 білий кінь · g4 білий пішак · a3 чорний пішак · b3 чорний ферзь · c3 білий ферзь · e3 білий кінь · f3 білий король · a2 білий слон · e2 біла тура | b8 чорний слон · a7 чорний кінь · c7 білий слон · d7 чорний пішак · e7 чорний пішак · b6 біла тура · c6 чорний слон · e6 чорний король · g6 білий пішак · a5 чорна тура · g5 білий пішак · h5 чорний кінь · b4 білий пішак · e4 білий кінь · g4 білий пішак · a3 чорний пішак · b3 чорний ферзь · c3 білий ферзь · e3 білий кінь · f3 білий король · a2 білий слон · e2 біла тура | 2 |
| 1 | b8 чорний слон · a7 чорний кінь · c7 білий слон · d7 чорний пішак · e7 чорний пішак · b6 біла тура · c6 чорний слон · e6 чорний король · g6 білий пішак · a5 чорна тура · g5 білий пішак · h5 чорний кінь · b4 білий пішак · e4 білий кінь · g4 білий пішак · a3 чорний пішак · b3 чорний ферзь · c3 білий ферзь · e3 білий кінь · f3 білий король · a2 білий слон · e2 біла тура | b8 чорний слон · a7 чорний кінь · c7 білий слон · d7 чорний пішак · e7 чорний пішак · b6 біла тура · c6 чорний слон · e6 чорний король · g6 білий пішак · a5 чорна тура · g5 білий пішак · h5 чорний кінь · b4 білий пішак · e4 білий кінь · g4 білий пішак · a3 чорний пішак · b3 чорний ферзь · c3 білий ферзь · e3 білий кінь · f3 білий король · a2 білий слон · e2 біла тура | b8 чорний слон · a7 чорний кінь · c7 білий слон · d7 чорний пішак · e7 чорний пішак · b6 біла тура · c6 чорний слон · e6 чорний король · g6 білий пішак · a5 чорна тура · g5 білий пішак · h5 чорний кінь · b4 білий пішак · e4 білий кінь · g4 білий пішак · a3 чорний пішак · b3 чорний ферзь · c3 білий ферзь · e3 білий кінь · f3 білий король · a2 білий слон · e2 біла тура | b8 чорний слон · a7 чорний кінь · c7 білий слон · d7 чорний пішак · e7 чорний пішак · b6 біла тура · c6 чорний слон · e6 чорний король · g6 білий пішак · a5 чорна тура · g5 білий пішак · h5 чорний кінь · b4 білий пішак · e4 білий кінь · g4 білий пішак · a3 чорний пішак · b3 чорний ферзь · c3 білий ферзь · e3 білий кінь · f3 білий король · a2 білий слон · e2 біла тура | b8 чорний слон · a7 чорний кінь · c7 білий слон · d7 чорний пішак · e7 чорний пішак · b6 біла тура · c6 чорний слон · e6 чорний король · g6 білий пішак · a5 чорна тура · g5 білий пішак · h5 чорний кінь · b4 білий пішак · e4 білий кінь · g4 білий пішак · a3 чорний пішак · b3 чорний ферзь · c3 білий ферзь · e3 білий кінь · f3 білий король · a2 білий слон · e2 біла тура | b8 чорний слон · a7 чорний кінь · c7 білий слон · d7 чорний пішак · e7 чорний пішак · b6 біла тура · c6 чорний слон · e6 чорний король · g6 білий пішак · a5 чорна тура · g5 білий пішак · h5 чорний кінь · b4 білий пішак · e4 білий кінь · g4 білий пішак · a3 чорний пішак · b3 чорний ферзь · c3 білий ферзь · e3 білий кінь · f3 білий король · a2 білий слон · e2 біла тура | b8 чорний слон · a7 чорний кінь · c7 білий слон · d7 чорний пішак · e7 чорний пішак · b6 біла тура · c6 чорний слон · e6 чорний король · g6 білий пішак · a5 чорна тура · g5 білий пішак · h5 чорний кінь · b4 білий пішак · e4 білий кінь · g4 білий пішак · a3 чорний пішак · b3 чорний ферзь · c3 білий ферзь · e3 білий кінь · f3 білий король · a2 білий слон · e2 біла тура | b8 чорний слон · a7 чорний кінь · c7 білий слон · d7 чорний пішак · e7 чорний пішак · b6 біла тура · c6 чорний слон · e6 чорний король · g6 білий пішак · a5 чорна тура · g5 білий пішак · h5 чорний кінь · b4 білий пішак · e4 білий кінь · g4 білий пішак · a3 чорний пішак · b3 чорний ферзь · c3 білий ферзь · e3 білий кінь · f3 білий король · a2 білий слон · e2 біла тура | 1 |
|   | a | b | c | d | e | f | g | h |   |

FEN: 1b6/n1Bpp3/1Rb1k1P1/r5Pn/1P2N1P1/pqQ1NK2/B3R3/8

1. Sd5 ~ 2. S4f6#
1. ... Qxd5 2. Qe5#
Для створення загрози білі розв'язують свого коня «е4» (фігура «В»), але й розв'язується чорний ферзь (фігура «А»),  ще й зв'язується білий ферзь (фігура «С»). Чорні захищаються від загрози ходом ферзя (фігура«А»), зв'язується білий кінь «е4» (фігура «В»), а розв'язаний білий ферзь (фігура  «С») оголошує мат чорному королю.
|   | a | b | c | d | e | f | g | h |   |
| 8 | e8 біла тура · a7 білий слон · e7 чорний ферзь · d6 білий кінь · h6 білий ферзь · b5 чорний пішак · c5 білий кінь · b4 білий король · d4 біла тура · f4 чорна тура · h4 чорний слон · c3 білий пішак · e3 чорний король · f3 чорна тура · c2 чорний слон · f2 чорний пішак · f1 білий слон | e8 біла тура · a7 білий слон · e7 чорний ферзь · d6 білий кінь · h6 білий ферзь · b5 чорний пішак · c5 білий кінь · b4 білий король · d4 біла тура · f4 чорна тура · h4 чорний слон · c3 білий пішак · e3 чорний король · f3 чорна тура · c2 чорний слон · f2 чорний пішак · f1 білий слон | e8 біла тура · a7 білий слон · e7 чорний ферзь · d6 білий кінь · h6 білий ферзь · b5 чорний пішак · c5 білий кінь · b4 білий король · d4 біла тура · f4 чорна тура · h4 чорний слон · c3 білий пішак · e3 чорний король · f3 чорна тура · c2 чорний слон · f2 чорний пішак · f1 білий слон | e8 біла тура · a7 білий слон · e7 чорний ферзь · d6 білий кінь · h6 білий ферзь · b5 чорний пішак · c5 білий кінь · b4 білий король · d4 біла тура · f4 чорна тура · h4 чорний слон · c3 білий пішак · e3 чорний король · f3 чорна тура · c2 чорний слон · f2 чорний пішак · f1 білий слон | e8 біла тура · a7 білий слон · e7 чорний ферзь · d6 білий кінь · h6 білий ферзь · b5 чорний пішак · c5 білий кінь · b4 білий король · d4 біла тура · f4 чорна тура · h4 чорний слон · c3 білий пішак · e3 чорний король · f3 чорна тура · c2 чорний слон · f2 чорний пішак · f1 білий слон | e8 біла тура · a7 білий слон · e7 чорний ферзь · d6 білий кінь · h6 білий ферзь · b5 чорний пішак · c5 білий кінь · b4 білий король · d4 біла тура · f4 чорна тура · h4 чорний слон · c3 білий пішак · e3 чорний король · f3 чорна тура · c2 чорний слон · f2 чорний пішак · f1 білий слон | e8 біла тура · a7 білий слон · e7 чорний ферзь · d6 білий кінь · h6 білий ферзь · b5 чорний пішак · c5 білий кінь · b4 білий король · d4 біла тура · f4 чорна тура · h4 чорний слон · c3 білий пішак · e3 чорний король · f3 чорна тура · c2 чорний слон · f2 чорний пішак · f1 білий слон | e8 біла тура · a7 білий слон · e7 чорний ферзь · d6 білий кінь · h6 білий ферзь · b5 чорний пішак · c5 білий кінь · b4 білий король · d4 біла тура · f4 чорна тура · h4 чорний слон · c3 білий пішак · e3 чорний король · f3 чорна тура · c2 чорний слон · f2 чорний пішак · f1 білий слон | 8 |
| 7 | e8 біла тура · a7 білий слон · e7 чорний ферзь · d6 білий кінь · h6 білий ферзь · b5 чорний пішак · c5 білий кінь · b4 білий король · d4 біла тура · f4 чорна тура · h4 чорний слон · c3 білий пішак · e3 чорний король · f3 чорна тура · c2 чорний слон · f2 чорний пішак · f1 білий слон | e8 біла тура · a7 білий слон · e7 чорний ферзь · d6 білий кінь · h6 білий ферзь · b5 чорний пішак · c5 білий кінь · b4 білий король · d4 біла тура · f4 чорна тура · h4 чорний слон · c3 білий пішак · e3 чорний король · f3 чорна тура · c2 чорний слон · f2 чорний пішак · f1 білий слон | e8 біла тура · a7 білий слон · e7 чорний ферзь · d6 білий кінь · h6 білий ферзь · b5 чорний пішак · c5 білий кінь · b4 білий король · d4 біла тура · f4 чорна тура · h4 чорний слон · c3 білий пішак · e3 чорний король · f3 чорна тура · c2 чорний слон · f2 чорний пішак · f1 білий слон | e8 біла тура · a7 білий слон · e7 чорний ферзь · d6 білий кінь · h6 білий ферзь · b5 чорний пішак · c5 білий кінь · b4 білий король · d4 біла тура · f4 чорна тура · h4 чорний слон · c3 білий пішак · e3 чорний король · f3 чорна тура · c2 чорний слон · f2 чорний пішак · f1 білий слон | e8 біла тура · a7 білий слон · e7 чорний ферзь · d6 білий кінь · h6 білий ферзь · b5 чорний пішак · c5 білий кінь · b4 білий король · d4 біла тура · f4 чорна тура · h4 чорний слон · c3 білий пішак · e3 чорний король · f3 чорна тура · c2 чорний слон · f2 чорний пішак · f1 білий слон | e8 біла тура · a7 білий слон · e7 чорний ферзь · d6 білий кінь · h6 білий ферзь · b5 чорний пішак · c5 білий кінь · b4 білий король · d4 біла тура · f4 чорна тура · h4 чорний слон · c3 білий пішак · e3 чорний король · f3 чорна тура · c2 чорний слон · f2 чорний пішак · f1 білий слон | e8 біла тура · a7 білий слон · e7 чорний ферзь · d6 білий кінь · h6 білий ферзь · b5 чорний пішак · c5 білий кінь · b4 білий король · d4 біла тура · f4 чорна тура · h4 чорний слон · c3 білий пішак · e3 чорний король · f3 чорна тура · c2 чорний слон · f2 чорний пішак · f1 білий слон | e8 біла тура · a7 білий слон · e7 чорний ферзь · d6 білий кінь · h6 білий ферзь · b5 чорний пішак · c5 білий кінь · b4 білий король · d4 біла тура · f4 чорна тура · h4 чорний слон · c3 білий пішак · e3 чорний король · f3 чорна тура · c2 чорний слон · f2 чорний пішак · f1 білий слон | 7 |
| 6 | e8 біла тура · a7 білий слон · e7 чорний ферзь · d6 білий кінь · h6 білий ферзь · b5 чорний пішак · c5 білий кінь · b4 білий король · d4 біла тура · f4 чорна тура · h4 чорний слон · c3 білий пішак · e3 чорний король · f3 чорна тура · c2 чорний слон · f2 чорний пішак · f1 білий слон | e8 біла тура · a7 білий слон · e7 чорний ферзь · d6 білий кінь · h6 білий ферзь · b5 чорний пішак · c5 білий кінь · b4 білий король · d4 біла тура · f4 чорна тура · h4 чорний слон · c3 білий пішак · e3 чорний король · f3 чорна тура · c2 чорний слон · f2 чорний пішак · f1 білий слон | e8 біла тура · a7 білий слон · e7 чорний ферзь · d6 білий кінь · h6 білий ферзь · b5 чорний пішак · c5 білий кінь · b4 білий король · d4 біла тура · f4 чорна тура · h4 чорний слон · c3 білий пішак · e3 чорний король · f3 чорна тура · c2 чорний слон · f2 чорний пішак · f1 білий слон | e8 біла тура · a7 білий слон · e7 чорний ферзь · d6 білий кінь · h6 білий ферзь · b5 чорний пішак · c5 білий кінь · b4 білий король · d4 біла тура · f4 чорна тура · h4 чорний слон · c3 білий пішак · e3 чорний король · f3 чорна тура · c2 чорний слон · f2 чорний пішак · f1 білий слон | e8 біла тура · a7 білий слон · e7 чорний ферзь · d6 білий кінь · h6 білий ферзь · b5 чорний пішак · c5 білий кінь · b4 білий король · d4 біла тура · f4 чорна тура · h4 чорний слон · c3 білий пішак · e3 чорний король · f3 чорна тура · c2 чорний слон · f2 чорний пішак · f1 білий слон | e8 біла тура · a7 білий слон · e7 чорний ферзь · d6 білий кінь · h6 білий ферзь · b5 чорний пішак · c5 білий кінь · b4 білий король · d4 біла тура · f4 чорна тура · h4 чорний слон · c3 білий пішак · e3 чорний король · f3 чорна тура · c2 чорний слон · f2 чорний пішак · f1 білий слон | e8 біла тура · a7 білий слон · e7 чорний ферзь · d6 білий кінь · h6 білий ферзь · b5 чорний пішак · c5 білий кінь · b4 білий король · d4 біла тура · f4 чорна тура · h4 чорний слон · c3 білий пішак · e3 чорний король · f3 чорна тура · c2 чорний слон · f2 чорний пішак · f1 білий слон | e8 біла тура · a7 білий слон · e7 чорний ферзь · d6 білий кінь · h6 білий ферзь · b5 чорний пішак · c5 білий кінь · b4 білий король · d4 біла тура · f4 чорна тура · h4 чорний слон · c3 білий пішак · e3 чорний король · f3 чорна тура · c2 чорний слон · f2 чорний пішак · f1 білий слон | 6 |
| 5 | e8 біла тура · a7 білий слон · e7 чорний ферзь · d6 білий кінь · h6 білий ферзь · b5 чорний пішак · c5 білий кінь · b4 білий король · d4 біла тура · f4 чорна тура · h4 чорний слон · c3 білий пішак · e3 чорний король · f3 чорна тура · c2 чорний слон · f2 чорний пішак · f1 білий слон | e8 біла тура · a7 білий слон · e7 чорний ферзь · d6 білий кінь · h6 білий ферзь · b5 чорний пішак · c5 білий кінь · b4 білий король · d4 біла тура · f4 чорна тура · h4 чорний слон · c3 білий пішак · e3 чорний король · f3 чорна тура · c2 чорний слон · f2 чорний пішак · f1 білий слон | e8 біла тура · a7 білий слон · e7 чорний ферзь · d6 білий кінь · h6 білий ферзь · b5 чорний пішак · c5 білий кінь · b4 білий король · d4 біла тура · f4 чорна тура · h4 чорний слон · c3 білий пішак · e3 чорний король · f3 чорна тура · c2 чорний слон · f2 чорний пішак · f1 білий слон | e8 біла тура · a7 білий слон · e7 чорний ферзь · d6 білий кінь · h6 білий ферзь · b5 чорний пішак · c5 білий кінь · b4 білий король · d4 біла тура · f4 чорна тура · h4 чорний слон · c3 білий пішак · e3 чорний король · f3 чорна тура · c2 чорний слон · f2 чорний пішак · f1 білий слон | e8 біла тура · a7 білий слон · e7 чорний ферзь · d6 білий кінь · h6 білий ферзь · b5 чорний пішак · c5 білий кінь · b4 білий король · d4 біла тура · f4 чорна тура · h4 чорний слон · c3 білий пішак · e3 чорний король · f3 чорна тура · c2 чорний слон · f2 чорний пішак · f1 білий слон | e8 біла тура · a7 білий слон · e7 чорний ферзь · d6 білий кінь · h6 білий ферзь · b5 чорний пішак · c5 білий кінь · b4 білий король · d4 біла тура · f4 чорна тура · h4 чорний слон · c3 білий пішак · e3 чорний король · f3 чорна тура · c2 чорний слон · f2 чорний пішак · f1 білий слон | e8 біла тура · a7 білий слон · e7 чорний ферзь · d6 білий кінь · h6 білий ферзь · b5 чорний пішак · c5 білий кінь · b4 білий король · d4 біла тура · f4 чорна тура · h4 чорний слон · c3 білий пішак · e3 чорний король · f3 чорна тура · c2 чорний слон · f2 чорний пішак · f1 білий слон | e8 біла тура · a7 білий слон · e7 чорний ферзь · d6 білий кінь · h6 білий ферзь · b5 чорний пішак · c5 білий кінь · b4 білий король · d4 біла тура · f4 чорна тура · h4 чорний слон · c3 білий пішак · e3 чорний король · f3 чорна тура · c2 чорний слон · f2 чорний пішак · f1 білий слон | 5 |
| 4 | e8 біла тура · a7 білий слон · e7 чорний ферзь · d6 білий кінь · h6 білий ферзь · b5 чорний пішак · c5 білий кінь · b4 білий король · d4 біла тура · f4 чорна тура · h4 чорний слон · c3 білий пішак · e3 чорний король · f3 чорна тура · c2 чорний слон · f2 чорний пішак · f1 білий слон | e8 біла тура · a7 білий слон · e7 чорний ферзь · d6 білий кінь · h6 білий ферзь · b5 чорний пішак · c5 білий кінь · b4 білий король · d4 біла тура · f4 чорна тура · h4 чорний слон · c3 білий пішак · e3 чорний король · f3 чорна тура · c2 чорний слон · f2 чорний пішак · f1 білий слон | e8 біла тура · a7 білий слон · e7 чорний ферзь · d6 білий кінь · h6 білий ферзь · b5 чорний пішак · c5 білий кінь · b4 білий король · d4 біла тура · f4 чорна тура · h4 чорний слон · c3 білий пішак · e3 чорний король · f3 чорна тура · c2 чорний слон · f2 чорний пішак · f1 білий слон | e8 біла тура · a7 білий слон · e7 чорний ферзь · d6 білий кінь · h6 білий ферзь · b5 чорний пішак · c5 білий кінь · b4 білий король · d4 біла тура · f4 чорна тура · h4 чорний слон · c3 білий пішак · e3 чорний король · f3 чорна тура · c2 чорний слон · f2 чорний пішак · f1 білий слон | e8 біла тура · a7 білий слон · e7 чорний ферзь · d6 білий кінь · h6 білий ферзь · b5 чорний пішак · c5 білий кінь · b4 білий король · d4 біла тура · f4 чорна тура · h4 чорний слон · c3 білий пішак · e3 чорний король · f3 чорна тура · c2 чорний слон · f2 чорний пішак · f1 білий слон | e8 біла тура · a7 білий слон · e7 чорний ферзь · d6 білий кінь · h6 білий ферзь · b5 чорний пішак · c5 білий кінь · b4 білий король · d4 біла тура · f4 чорна тура · h4 чорний слон · c3 білий пішак · e3 чорний король · f3 чорна тура · c2 чорний слон · f2 чорний пішак · f1 білий слон | e8 біла тура · a7 білий слон · e7 чорний ферзь · d6 білий кінь · h6 білий ферзь · b5 чорний пішак · c5 білий кінь · b4 білий король · d4 біла тура · f4 чорна тура · h4 чорний слон · c3 білий пішак · e3 чорний король · f3 чорна тура · c2 чорний слон · f2 чорний пішак · f1 білий слон | e8 біла тура · a7 білий слон · e7 чорний ферзь · d6 білий кінь · h6 білий ферзь · b5 чорний пішак · c5 білий кінь · b4 білий король · d4 біла тура · f4 чорна тура · h4 чорний слон · c3 білий пішак · e3 чорний король · f3 чорна тура · c2 чорний слон · f2 чорний пішак · f1 білий слон | 4 |
| 3 | e8 біла тура · a7 білий слон · e7 чорний ферзь · d6 білий кінь · h6 білий ферзь · b5 чорний пішак · c5 білий кінь · b4 білий король · d4 біла тура · f4 чорна тура · h4 чорний слон · c3 білий пішак · e3 чорний король · f3 чорна тура · c2 чорний слон · f2 чорний пішак · f1 білий слон | e8 біла тура · a7 білий слон · e7 чорний ферзь · d6 білий кінь · h6 білий ферзь · b5 чорний пішак · c5 білий кінь · b4 білий король · d4 біла тура · f4 чорна тура · h4 чорний слон · c3 білий пішак · e3 чорний король · f3 чорна тура · c2 чорний слон · f2 чорний пішак · f1 білий слон | e8 біла тура · a7 білий слон · e7 чорний ферзь · d6 білий кінь · h6 білий ферзь · b5 чорний пішак · c5 білий кінь · b4 білий король · d4 біла тура · f4 чорна тура · h4 чорний слон · c3 білий пішак · e3 чорний король · f3 чорна тура · c2 чорний слон · f2 чорний пішак · f1 білий слон | e8 біла тура · a7 білий слон · e7 чорний ферзь · d6 білий кінь · h6 білий ферзь · b5 чорний пішак · c5 білий кінь · b4 білий король · d4 біла тура · f4 чорна тура · h4 чорний слон · c3 білий пішак · e3 чорний король · f3 чорна тура · c2 чорний слон · f2 чорний пішак · f1 білий слон | e8 біла тура · a7 білий слон · e7 чорний ферзь · d6 білий кінь · h6 білий ферзь · b5 чорний пішак · c5 білий кінь · b4 білий король · d4 біла тура · f4 чорна тура · h4 чорний слон · c3 білий пішак · e3 чорний король · f3 чорна тура · c2 чорний слон · f2 чорний пішак · f1 білий слон | e8 біла тура · a7 білий слон · e7 чорний ферзь · d6 білий кінь · h6 білий ферзь · b5 чорний пішак · c5 білий кінь · b4 білий король · d4 біла тура · f4 чорна тура · h4 чорний слон · c3 білий пішак · e3 чорний король · f3 чорна тура · c2 чорний слон · f2 чорний пішак · f1 білий слон | e8 біла тура · a7 білий слон · e7 чорний ферзь · d6 білий кінь · h6 білий ферзь · b5 чорний пішак · c5 білий кінь · b4 білий король · d4 біла тура · f4 чорна тура · h4 чорний слон · c3 білий пішак · e3 чорний король · f3 чорна тура · c2 чорний слон · f2 чорний пішак · f1 білий слон | e8 біла тура · a7 білий слон · e7 чорний ферзь · d6 білий кінь · h6 білий ферзь · b5 чорний пішак · c5 білий кінь · b4 білий король · d4 біла тура · f4 чорна тура · h4 чорний слон · c3 білий пішак · e3 чорний король · f3 чорна тура · c2 чорний слон · f2 чорний пішак · f1 білий слон | 3 |
| 2 | e8 біла тура · a7 білий слон · e7 чорний ферзь · d6 білий кінь · h6 білий ферзь · b5 чорний пішак · c5 білий кінь · b4 білий король · d4 біла тура · f4 чорна тура · h4 чорний слон · c3 білий пішак · e3 чорний король · f3 чорна тура · c2 чорний слон · f2 чорний пішак · f1 білий слон | e8 біла тура · a7 білий слон · e7 чорний ферзь · d6 білий кінь · h6 білий ферзь · b5 чорний пішак · c5 білий кінь · b4 білий король · d4 біла тура · f4 чорна тура · h4 чорний слон · c3 білий пішак · e3 чорний король · f3 чорна тура · c2 чорний слон · f2 чорний пішак · f1 білий слон | e8 біла тура · a7 білий слон · e7 чорний ферзь · d6 білий кінь · h6 білий ферзь · b5 чорний пішак · c5 білий кінь · b4 білий король · d4 біла тура · f4 чорна тура · h4 чорний слон · c3 білий пішак · e3 чорний король · f3 чорна тура · c2 чорний слон · f2 чорний пішак · f1 білий слон | e8 біла тура · a7 білий слон · e7 чорний ферзь · d6 білий кінь · h6 білий ферзь · b5 чорний пішак · c5 білий кінь · b4 білий король · d4 біла тура · f4 чорна тура · h4 чорний слон · c3 білий пішак · e3 чорний король · f3 чорна тура · c2 чорний слон · f2 чорний пішак · f1 білий слон | e8 біла тура · a7 білий слон · e7 чорний ферзь · d6 білий кінь · h6 білий ферзь · b5 чорний пішак · c5 білий кінь · b4 білий король · d4 біла тура · f4 чорна тура · h4 чорний слон · c3 білий пішак · e3 чорний король · f3 чорна тура · c2 чорний слон · f2 чорний пішак · f1 білий слон | e8 біла тура · a7 білий слон · e7 чорний ферзь · d6 білий кінь · h6 білий ферзь · b5 чорний пішак · c5 білий кінь · b4 білий король · d4 біла тура · f4 чорна тура · h4 чорний слон · c3 білий пішак · e3 чорний король · f3 чорна тура · c2 чорний слон · f2 чорний пішак · f1 білий слон | e8 біла тура · a7 білий слон · e7 чорний ферзь · d6 білий кінь · h6 білий ферзь · b5 чорний пішак · c5 білий кінь · b4 білий король · d4 біла тура · f4 чорна тура · h4 чорний слон · c3 білий пішак · e3 чорний король · f3 чорна тура · c2 чорний слон · f2 чорний пішак · f1 білий слон | e8 біла тура · a7 білий слон · e7 чорний ферзь · d6 білий кінь · h6 білий ферзь · b5 чорний пішак · c5 білий кінь · b4 білий король · d4 біла тура · f4 чорна тура · h4 чорний слон · c3 білий пішак · e3 чорний король · f3 чорна тура · c2 чорний слон · f2 чорний пішак · f1 білий слон | 2 |
| 1 | e8 біла тура · a7 білий слон · e7 чорний ферзь · d6 білий кінь · h6 білий ферзь · b5 чорний пішак · c5 білий кінь · b4 білий король · d4 біла тура · f4 чорна тура · h4 чорний слон · c3 білий пішак · e3 чорний король · f3 чорна тура · c2 чорний слон · f2 чорний пішак · f1 білий слон | e8 біла тура · a7 білий слон · e7 чорний ферзь · d6 білий кінь · h6 білий ферзь · b5 чорний пішак · c5 білий кінь · b4 білий король · d4 біла тура · f4 чорна тура · h4 чорний слон · c3 білий пішак · e3 чорний король · f3 чорна тура · c2 чорний слон · f2 чорний пішак · f1 білий слон | e8 біла тура · a7 білий слон · e7 чорний ферзь · d6 білий кінь · h6 білий ферзь · b5 чорний пішак · c5 білий кінь · b4 білий король · d4 біла тура · f4 чорна тура · h4 чорний слон · c3 білий пішак · e3 чорний король · f3 чорна тура · c2 чорний слон · f2 чорний пішак · f1 білий слон | e8 біла тура · a7 білий слон · e7 чорний ферзь · d6 білий кінь · h6 білий ферзь · b5 чорний пішак · c5 білий кінь · b4 білий король · d4 біла тура · f4 чорна тура · h4 чорний слон · c3 білий пішак · e3 чорний король · f3 чорна тура · c2 чорний слон · f2 чорний пішак · f1 білий слон | e8 біла тура · a7 білий слон · e7 чорний ферзь · d6 білий кінь · h6 білий ферзь · b5 чорний пішак · c5 білий кінь · b4 білий король · d4 біла тура · f4 чорна тура · h4 чорний слон · c3 білий пішак · e3 чорний король · f3 чорна тура · c2 чорний слон · f2 чорний пішак · f1 білий слон | e8 біла тура · a7 білий слон · e7 чорний ферзь · d6 білий кінь · h6 білий ферзь · b5 чорний пішак · c5 білий кінь · b4 білий король · d4 біла тура · f4 чорна тура · h4 чорний слон · c3 білий пішак · e3 чорний король · f3 чорна тура · c2 чорний слон · f2 чорний пішак · f1 білий слон | e8 біла тура · a7 білий слон · e7 чорний ферзь · d6 білий кінь · h6 білий ферзь · b5 чорний пішак · c5 білий кінь · b4 білий король · d4 біла тура · f4 чорна тура · h4 чорний слон · c3 білий пішак · e3 чорний король · f3 чорна тура · c2 чорний слон · f2 чорний пішак · f1 білий слон | e8 біла тура · a7 білий слон · e7 чорний ферзь · d6 білий кінь · h6 білий ферзь · b5 чорний пішак · c5 білий кінь · b4 білий король · d4 біла тура · f4 чорна тура · h4 чорний слон · c3 білий пішак · e3 чорний король · f3 чорна тура · c2 чорний слон · f2 чорний пішак · f1 білий слон | 1 |
|   | a | b | c | d | e | f | g | h |   |

FEN:4R3/B3q3/3N3Q/1pN5/1K1R1r1b/2P1kr2/2b2p2/5B2

1. Sce4! ~ 2. Td3#
1. ... Qxe4 2. Sf5#
- — - — - — -
1. ... Qxd6+ 2. Rxd6#

Для створення загрози білі розв'язують свою туру «d4» (фігура «В»), але й розв'язується чорний ферзь (фігура «А»),  ще й зв'язується білий кінь «d6» (фігура  «С»). Чорні захищаються від загрози ходом ферзя (фігура «А»), зв'язується біла тура (фігура «В»), а розв'язаний кінь «d6» (фігура  «С») оголошує мат чорному королю.